# Arvid E. Gillstrom
Arvid E. Gillstrom, all'anagrafe Arvid Evald Gyllström (Göteborg, 13 agosto 1889 – Hollywood, 21 maggio 1935), è stato un regista, sceneggiatore e produttore cinematografico svedese che lavorò gran parte della carriera negli Stati Uniti all'epoca del muto.

## Biografia
Dal 1915 al 1934, diresse oltre un centinaio di cortometraggi e alcuni lungometraggi. In molti dei suoi film appaiono attori come Billy West e Oliver Hardy.

## Filmografia

### Regista
- Their Social Splash (1915)
- The Snow Cure (1916)
- Back Stage (1917)
- The Hero (1917)
- Dough Nuts (1917)
- Cupid's Rival - cortometraggio (1917)
- The Villain - cortometraggio (1917)
- The Millionaire (1917)
- The Goat (1917)
- The Fly Cop (1917)
- The Chief Cook (1917)
- The Candy Kid (1917)
- The Hobo (1917)
- The Pest (1917)
- The Band Master (1917)
- The Slave (1917)
- The Stranger (1918)
- His Day Out
- The Rogue (1918)
- The Orderly (1918)
- The Scholar (1918)
- The Messenger (1918)
- Swat the Spy (1918)
- Tell It to the Marines (1918)
- Smiles (1919)
- Betty, the Vamp
- Meet Betty's Husband
- Meet the Missus (1929)
- The Big Flash (1932)
- Roaming Romeo (1933)
- Tied for Life (1933)
- Knight Duty (1933)
- Hooks and Jabs (1933)
- The Hitchhiker (1933)

### Sceneggiatore
- Tell It to the Marines, regia di Arvid E. Gillstrom (1918)